# استخبارات إيطالية
مصلحة المعلومات والأمن العسكري (بالإيطالية Servizio per le Informazioni e la Sicurezza Militare - SISMI) هو جهاز المخابرات الإيطالي والذي تم تغيير اسمه إلى Agenzia Informazioni e Sicurezza Esterna مصلحة المعلومات والأمن الخارجي بمفعول قانون في سنة 2007م.

## وصلات خارجية
http://www.serviziinformazionesicurezza.gov.it/pdcweb.nsf/pagine/ee_homepage